# Tunel Prešov
Tunel Prešov je dálniční dvoutubusový tunel s délkou 2244 metrů. Nachází se na úseku dálnice D1 ve slovenském Prešově.

## Parametry
Tunel tvoří dva paralelní tubusy určené pro jednosměrný provoz. Oba tunelové tubusy mají dva jízdní pruhy a šířku mezi obrubníky 7,5 metru. Délka severní roury je 2230,5 m, délka jižní roury je 2244,0 m. Tunel má podélně klesající sklon −1,88 %. Maximální povolená rychlost bude 100 km/h.
Součástí technologického zařízení tunelu jsou SOS výklenky, výklenky pro hydrant požárního vodovodu, hlásky nouzového volání, kamery a další technicko-zabezpečovací zařízení.

## Výstavba
Tunel se staví v rámci prešovského jihozápadního dálničního obchvatu. Tendr vyhrálo sdružení firem Eurovia SK, Eurovia CS, Doprastav, Metrostav a Metrostav Slovakia. Smlouva na výstavbu byla podepsána 6. dubna 2017, samotná výstavba oficiálně začala 30. května 2017. Razící práce se naplno rozběhly 23. srpna 2018 po vysvěcení tunelu a osazení sochy svaté Barbory. Slavnostní prorážka tunelu se uskutečnila 13. června 2019. Jihozápadní obchvat a tunel Prešov byl slavnostně otevřen a předán do užívání motoristům dne 28. října 2021.